# Василий Шишков (рассказ)
«Василий Шишков» — рассказ Владимира Набокова, относящийся к русскому периоду его творчества. Был написан и опубликован (под псевдонимом В. Сирин) в 1939 году, вошёл в состав сборника «Весна в Фиальте» (Нью-Йорк, 1956).

## Сюжет и история текста
Набоков рассказывает о знакомстве с русским поэтом-эмигрантом Василием Шишковым, который оставляет у него тетрадь своих стихов и бесследно исчезает.
История рассказа начинается с литературной мистификации. Набоков, уверенный, что критик Георгий Адамович громит в рецензиях его стихи исключительно по личным причинам, опубликовал в журнале «Современные записки» стихотворение «Поэты» и подписался как Василий Шишков. Эту фамилию носила в девичестве его прабабка, в ней заключён определённый вызов, она созвучна псевдониму Василий Травников, который использовал Владислав Ходасевич, тоже считавший себя жертвой Адамовича. Розыгрыш удался: критик написал (рецензия вышла 17 августа 1939 года), что в «Поэтах» «талантлива каждая строчка, каждое слово», и задался вопросом: «Кто это, Василий Шишков?».
Чтобы ответить Адамовичу, Набоков написал целый рассказ. Это произошло в конце августа 1939 года, «Василий Шишков» увидел свет в русской эмигрантской газете «Последние новости», выходившей в Париже, 12 сентября того же года. Адамовичу пришлось оправдываться из-за своих похвал в адрес «Поэтов».
«Василий Шишков» стал последним рассказом Набокова, написанном на русском языке. В 1956 году автор включил его в сборник «Весна в Фиальте».